# Cristianització
La cristianització és un procés que consisteix a integrar algú o alguna cosa al cristianisme. La cristianització s'ha estès, en la seva major part, a través de missions mitjançant conversions individuals, però també, en alguns casos, ha estat el resultat de la violència per part d'individus i grups com ara governs i militars. La cristianització també és el terme utilitzat per designar la conversió de pràctiques, espais i llocs abans no cristians a usos i noms cristians. En tercera manera, el terme s'ha utilitzat per descriure els canvis que sorgeixen de manera natural en una nació quan un nombre suficient d'individus es converteixen, o quan els líders seculars requereixen aquests canvis. La cristianització d'una nació és un procés en curs.
Es pot aplicar igualment a objectes (alguns menhirs per exemple, foren cristianitzats afegint-hi una creu al capdamunt).